# Sự kiện tại Petrich
Sự kiện tại Petrich, hay Cuộc chiến của con chó đi lạc, là một cuộc khủng hoảng Bulgaria của Hy Lạp năm 1925, trong đó có một cuộc xâm lược ngắn Bulgaria bởi Hy Lạp gần thị trấn biên giới Petrich, sau vụ giết chết một đại úy Hy Lạp và một lính gác của lính Bulgaria. Vụ việc kết thúc sau một quyết định của Hội Quốc liên. Cuộc chiến đã khiến 20 lính Bulgaria và 122 binh sĩ Hy Lạp thiệt mạng.

## Diễn biến
Ngày 18 tháng 10 năm 1925, con chó của một đại úy Hy Lạp đóng quân tại đèo Demir Kapia ở Belatsitsa gần biên giới hai quốc gia đột nhiên chạy về phía Bulgaria. Viên trung úy đuổi theo mà không biết mình đã vượt qua biên giới. Biên phòng Bulgaria lập tức nổ súng bắn chết người lính Hy Lạp xâm phạm.
Ngay lập tức, biên phòng Hy Lạp nổ súng dữ dội về phía Bulgaria và đối phương cũng bắn trả. Khi tiếng súng lắng xuống, một đại úy Hy Lạp và các thuộc cấp giương cờ trắng đi vào khu vực biên giới, dường như muốn kêu gọi bình tĩnh và đàm phán. Bulgaria bày tỏ lấy làm tiếc về sự cố và cho rằng tất cả chỉ là sự hiểu lầm. Họ đề xuất lập một ủy ban chung giữa hai nước để điều tra nhưng Chính phủ Hy Lạp đã từ chối miễn là quân đội Bulgaria vẫn ở trong lãnh thổ Hy Lạp. Theodoros Pangalos vừa đảo chính ở Hy Lạp đã bác bỏ đề xuất và ra tối hậu thư cho Bulgaria, yêu cầu họ trừng phạt người chịu trách nhiệm, đưa ra lời xin lỗi chính thức và bồi thường hai triệu franc cho gia đình nạn nhân. Hy Lạp cũng đặt thời hạn 48 giờ để Bulgaria thực hiện yêu cầu. Chính phủ Bulgaria từ chối thực hiện tối hậu thư.
Tuy nhiên, phía Bulgaria nổ súng sát hại viên đại úy và làm bị thương các sĩ quan đang chạy về phía Hy Lạp. Hy Lạp sau đó đã điều 20.000 quân tràn qua biên giới để chiếm thị trấn Petrich và các ngôi làng gần đó vào ngày 22 tháng 10 năm 1925. Bulgaria triển khai 10.000 binh sĩ đối phó, nhưng Hy Lạp vẫn nắm quyền kiểm soát thị trấn và bao vây khu vực xung quanh. Bulgaria kêu gọi Hội Quốc liên can thiệp. Hội Quốc liên ra lệnh ngừng bắn, buộc Hy Lạp lập tức rút quân và bồi thường cho Bulgaria vì đã phát động chiến tranh. Chính phủ Hy Lạp phải thực thi yêu cầu và trả khoản tiền 45.000 bảng Anh cho Bulgaria.